# Chirosia betuleti
Chirosia betuleti este o specie de muște din genul Chirosia, familia Anthomyiidae. A fost descrisă pentru prima dată de Ringdahl în anul 1935. Conform Catalogue of Life specia Chirosia betuleti nu are subspecii cunoscute.

## Galerie

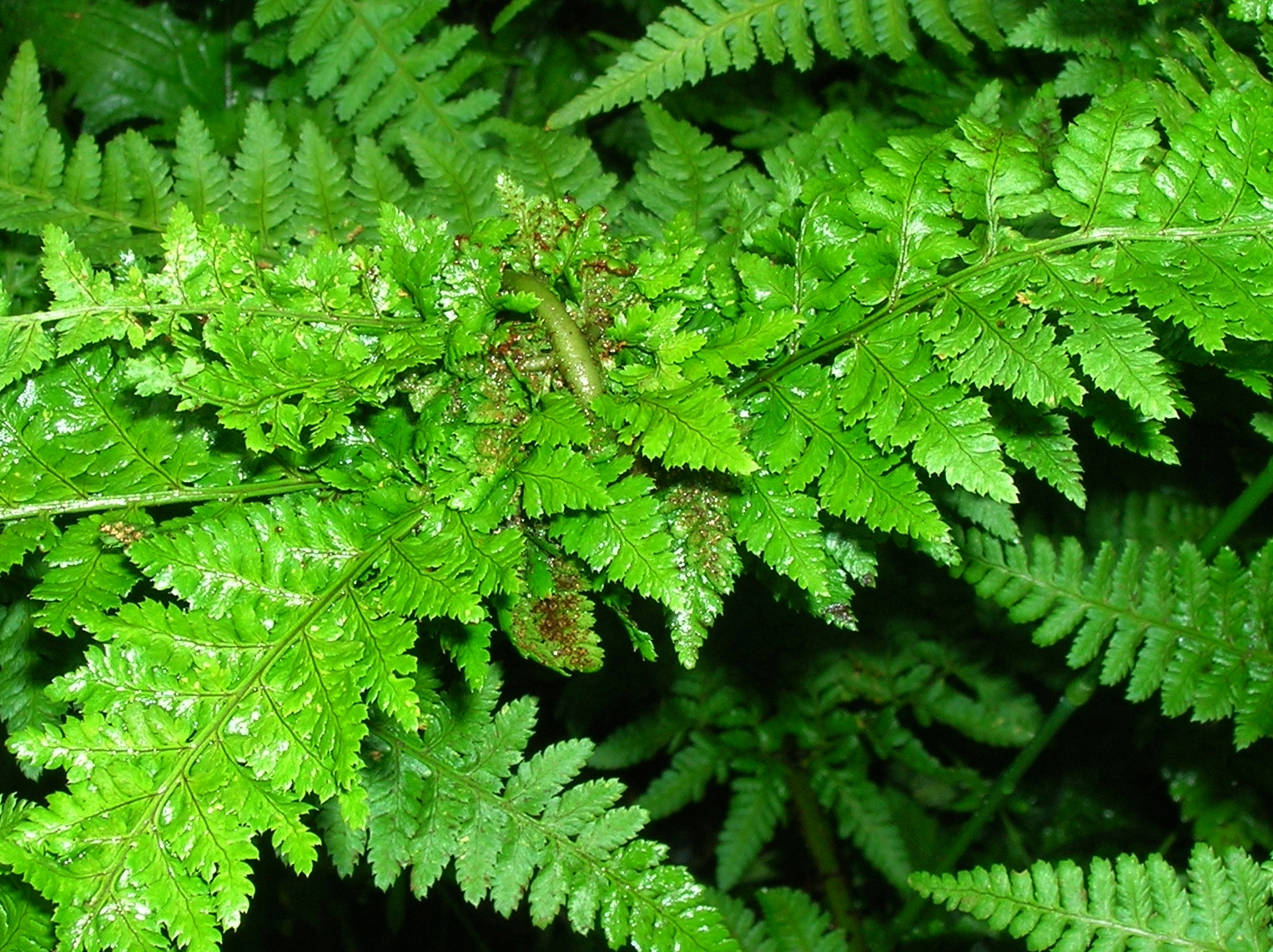